# Řád hvězdy Indonéské republiky
Řád hvězdy Indonéské republiky (indonésky: Bintang Republik Indonesia) je nejvyšší státní vyznamenání Indonéské republiky. Založen byl roku 1959 a udílen je za zásluhy o Indonésii a její lid občanům Indonésie i cizím státním příslušníkům.

## Historie a pravidla udílení
Řád byl založen roku 1959. Udílen je občanům Indonésie i cizím státním příslušníkům, a to jak civilistům, tak i vojákům za zásluhy o republiku a její lid. Udílen je osobám, které poskytly mimořádné služby k zajištění integrity, životaschopnosti a velkoleposti Indonésie. Velmistrem řádu je úřadující prezident republiky, kterému je v den inaugurace udělen řetěz řádu a medaile ve třídě Adipurna. Viceprezident v den své inaugurace získává řetěz řádu a medaili ve třídě Adipradana. Řád byl roku 1972 reformován.
Řád může být odebrán v případě, že nositeli řádu byl soudem uložen trest odnětí svobody za spáchání trestného činu s délkou trestu přesahující jeden rok. V případě smrti držitele vyznamenání zůstávají řádové insignie dědicům, kteří je však nemají právo nosit.

## Insignie
Řádový odznak má tvar zlaté sedmicípé hvězdy s cípy zakončenými kuličkami. Hvězda je položena na větší sedmicípou hvězdu jejíž cípy se skládají z paprsků. Na vzhůru směřující cíp menší hvězdy je položen zlatý státní znak Indonésie. Uprostřed hvězdy je kulatý modře smaltovaný medailon s kaligraficky zdobeným monogramem RI (Indonéská republika). Medailon je lemován sedmnácti perlami. Ke stuze je odznak připojen pomocí jednoduchého kroužku.
Řádová hvězda se shoduje s řádovým odznakem, je však větší.
Stuha je žlutá s červenými proužky, jejichž umístění se liší v závislosti na třídě řádu. Ve všech případech jsou širší červené proužky při obou okrajích stuhy. Dále jsou v případě I. třídy dva úzké proužky uprostřed a úzké proužky v blízkosti širších pruhů při okrajích. V případě II. třídy jsou proužky umístěny podobně, pouze uprostřed je proužek pouze jeden, který u III. třídy chybí. V případě IV. třídy je jeden úzký středový proužek, nejsou však přítomny úzké proužky při okrajích. U stuhy V. třídy jsou pouze širší červené pruhy při okrajích.

## Třídy
Řád je udílen v pěti řádných třídách:
- I. třída (Bintang Republik Indonesia Adipurna) – Řádový odznak se nosí na široké stuze spadající z ramene na protilehlý bok. Řádová hvězda se nosí nalevo na hrudi.
- II. třída (Bintang Republik Indonesia Adipradana) – Řádový odznak se nosí na stuze na krku. Řádová hvězda se nosí nalevo na hrudi.
- III. třída (Bintang Republik Indonesia Utama) – Řádový odznak se nosí na stuze na krku. Řádová hvězda této třídě již nenáleží.
- IV. třída (Bintang Republik Indonesia Pratama) – Řádový odznak se nosí na stužce nalevo na hrudi.
- V. třída (Bintang Republik Indonesia Nararya) – Řádový odznak se nosí na stužce nalevo na hrudi.

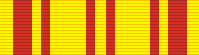
Adipurna
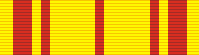
Adipradana
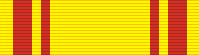
Utama
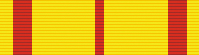
Pratama
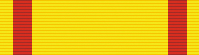
Nararya